# 甲斐市立竜王中学校
甲斐市立竜王中学校（かいしりつ りゅうおうちゅうがっこう）は、山梨県甲斐市篠原にある公立中学校。

## 概要
1957年9月30日に竜王村と玉幡村が合併して竜王町になった。その際、合併前の両村にそれぞれあった中学校については、前年の1956年に両村の合併計画の進行に伴い、山梨県教育委員会の主導のもと中学校の統合計画が進行し、1958年10月に（旧）竜王中学校と（旧）玉幡中学校の合併統合の手続きが行われた。これによって1959年4月1日に竜王町立竜王中学校が開校し、塚田公晴が初代校長に就任した。しかし4月1日の時点では篠原（現：甲斐市）の新校舎が建設中であったため、甲斐市役所の付近にあった（旧）竜王中学校を竜王教場とし、甲斐市西八幡にあった山梨県内最大の工場ルネサスエレクトロニクス甲府事業所の付近にあった（旧）玉幡中学校を玉幡教場として、新たに開校した竜王町立竜王中学校の生徒たちは2学期になるまで元の中学校の場所に通学した。新校舎はその年1959年8月に完成した。その後も校内の施設整備の工事は続き、数期にわたる工事を経て、校内の各施設が整備された。生徒数は増加を続け、1983年の卒業生は439名になり、山梨県内有数の大規模校となった。生徒数が適正規模を上回っているため1984年に玉幡中学校が復活し、竜王中学校から分離した。さらに1992年4月に竜王北中学校が開校し、竜王中学校から分離した。2020年時点で竜王中学校は各学年4学級で、中学校として適正規模とされる。

## 沿革
- 1959年（昭和34年）04月01日 - (旧)竜王中学校と(旧)玉幡中学校が合体して「竜王町立竜王中学校」が開校。
- 1984年（昭和59年）04月01日 - 生徒数増加に伴い、玉幡中学校が分離開校。
- 1988年（昭和63年）10月16日 - 校訓「自立創造」を制定。
- 1992年（平成04年）04月01日 - 生徒数増加に伴い、竜王北中学校が分離開校。
- 2016年（平成28年）04月21日 - 「自立創造の鐘」設置・除幕式。

### 生徒数の変遷
| 1960年度 | 1961年度 | 1962年度 | 1963年度 | 1964年度 | 1965年度 | 1966年度 | 1968年度 | 1967年度 | 1968年度 |
| 523      | 589      | 667      | 631      | 593      | 537      | 536      | 515      | 487      | 480      |
| 1969年度 | 1970年度 | 1971年度 | 1972年度 | 1973年度 | 1974年度 | 1975年度 | 1976年度 | 1977年度 | 1978年度 |
| 499      | 482      | 478      | 443      | 458      | 468      | 508      | 597      | 658      | 765      |
| 1979年度 | 1980年度 | 1981年度 | 1982年度 | 1983年度 | 1984年度 | 1985年度 | 1986年度 | 1987年度 | 1988年度 |
| 850      | 945      | 1096     | 1233     | 1352     | 855      | 957      | 1030     | 1050     | 1033     |
| 1989年度 | 1990年度 | 1991年度 | 1992年度 | 1993年度 | 1994年度 | 1995年度 | 1996年度 | 1997年度 | 1998年度 |
| 988      | 997      | 1012     | 509      | 471      | 442      | 458      | 457      | 450      | 445      |
| 1999年度 | 2000年度 | 2001年度 | 2002年度 | 2003年度 | 2004年度 | 2005年度 | 2006年度 | 2007年度 | 2008年度 |
| 440      | 434      | 413      | 387      | 376      | 402      | 405      | 428      | 413      | 447      |
| 2009年度 | 2010年度 | 2011年度 | 2012年度 | 2013年度 | 2014年度 | 2015年度 | 2016年度 | 2017年度 | 2018年度 |
| 446      | 435      | 431      | 419      | 441      | 427      | 433      | 406      | 394      | 408      |
| 2019年度 | 2020年度 | 2021年度 | 2022年度 | 2023年度 | 2024年度 | 2025年度 | 2026年度 | 2027年度 | 2028年度 |
| 402      | 408      | 391      |          |          |          |          |          |          |          |

※1984年4月　玉幡中学校と分離、1992年4月　竜王北中学校と分離

## 通学区域
篠原区域
- 上篠原区[5]
- 古村区[5]
- 新居区[5]
- 田中区[5]
- 田中2区[5]
- 榎東区[5]
- 榎西区[5]

万才区域
- 万才1区[5]
- 万才東区[5]

富竹新田区域
- 富竹新田2区[5]
- 富竹新田3区[5]
- 富竹新田4区[5]

### 備考
竜王の名を冠する学校ではあるが、竜王小学校とは異なり、明治以降の竜王村において名の由来となった竜王村(旧)、竜王新町は現在、竜王北中学校区域に属しており、本来の"竜王"地域は本校の通学地域に含まれていない。

## 委員会

### 常設委員会
- 生活委員会
- 美化園芸委員会
- 交通安全委員会
- 保険福祉委員会
- 図書委員会

### 特別委員会
- 体育委員会
- 合唱委員会
- 選挙管理委員会

## 部活動

### 運動部
- 野球部
- サッカー部
- 男子卓球部
- 女子卓球部
- 男子ソフトテニス部
- 女子ソフトテニス部
- 男子バドミントン部
- 女子バドミントン部
- バレーボール部
- 男子バスケットボール部
- 女子バスケットボール部
- 柔道部
- 剣道部

### 文化部
- 吹奏楽部
- 美術工作部
- 家庭科部

### 特設部
- 水泳部
- 新体操部
- 空手部
- 硬式テニス部

## 年間行事
4月
- 入学式
- 3学年修学旅行
- 中巨摩選手権大会（5月の場合も）

5月
- 1学年校外学習
- 2学年校外学習
- 1学期中間テスト

6月
- 前期生徒総会
- 中巨摩総合体育大会
- 1学期期末テスト

7月
- 2学年職場体験
- 1学期三者懇談
- 山梨県総合体育大会

8月
- PTA学校奉仕作業

9月
- 翔龍祭（学園祭)
  - 文化部門（1日目）
  - 体育部門（2日目）

10月
- 2学期中間テスト

11月
- 合唱発表会
- 3年三者懇談
- 2学期期末テスト

12月
- 生徒会役員選挙（パネルディスカッション方式）
- 三者懇談

1月
- 後期生徒総会

2月
- 新入生説明会
- 3学期期末テスト

3月
- 卒業式
- 離任式

## 学校周辺
- 山縣神社
- 甲斐市立竜王中央保育園

## 著名な出身者
- 仲澤広基 - 元プロ野球選手
- 小林涼 - 俳優
- 竜電剛至 - 大相撲力士
- 勝武士幹士 - 元大相撲力士

## アクセス
なお、乗り継ぎ時間等は考慮していない。
- JR中央本線甲府駅より1駅、竜王駅下車（乗車時間4分）、竜王駅より徒歩21分。計25分。
- JR中央本線甲府駅より1駅、竜王駅下車（乗車時間4分）、竜王駅より甲斐市民バス山梨大学医学部附属病院行きに乗車（乗車時間6分）、竜王中学校バス停下車すぐ。計10分。
- 甲府駅南口バスターミナルより山梨交通バス34・39系統に乗車（乗車時間16分）、竜王新町バス停下車徒歩16分。計32分。